# Kritisk teori
Kritisk teori är en socialfilosofisk och vetenskapskritisk teoribildning som med inspiration från marxismen ämnar uppnå en kritisk förståelse av samhällets makthierarkier samt det förtryck dessa ger upphov till. Huvudfokus för kritisk teori är den existerande sociala verkligheten i form av dominerande värderingar, attityder, preferenser och strukturer, utifrån ett engagemang för ett demokratiskt och socialistiskt samhälle där människor frigjorts. Den ses ofta som ett alternativ till traditionellt borgerlig teori.
Teoribildningens grund återfinns främst hos Frankfurtskolan med teoretiker som Herbert Marcuse, Theodor Adorno, Walter Benjamin, Erich Fromm och Max Horkheimer. Samtida kritisk teori har utvecklats i ljuset av nyläsningar av Marx ekonomikritik och har i betydande omfattning sysslat med kritik mot de etablerade vetenskaperna.. Till samtida kritisk teori räknas genusvetenskap, kritisk rasteori, queerteori och postkolonialism.

## Bakgrund

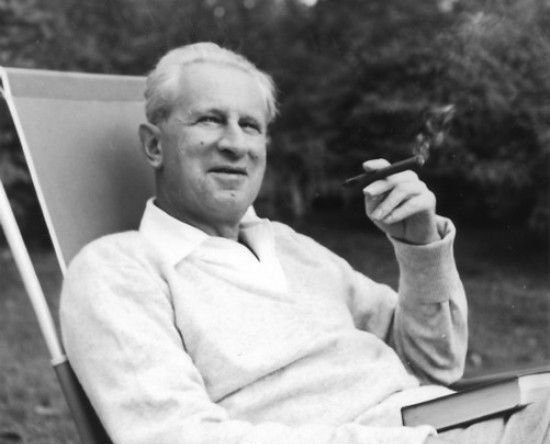
Den tysk-amerikanske filosofen och sociologen Herbert Marcuse är en av den kritiska teorins förgrundsgestalter.

Kritisk teori är en marxistiskt inspirerad rörelse inom social och politisk filosofi. Den förknippas med Frankfurtskolan. Genom att utgå från Karl Marx och Sigmund Freuds teorier hävdar kritiska teoretiker att filosofins primära mål är att förstå sociala strukturer. Kritiska teoretiker vill också hjälpa människor att övervinna de sociala strukturer genom vilka de domineras och förtrycks av. Vidare tror kritiska teoretiker att vetenskap, liksom andra former av kunskap, används som ett instrument för att förtrycka. Således varnar de för att blint tro på vetenskapliga framsteg och hävdar att vetenskaplig kunskap inte får eftersträvas som ett mål i sig utan hänvisning till målet om mänsklig frigörelse. Sedan 1970-talet har kritisk teori varit inflytelserik i studiet av historia, juridik, litteratur och samhällsvetenskap.
Själva termen kritisk teori beskriver i sociologin och filosofin den teoribildning som initialt inspirerades av västerländsk marxism som utvecklades av Frankfurtskolan. Teoribildningen utgår från idéer som Marx och Freud utvecklade. Det är särskilt Marx tidiga texter som tilldrar sig uppmärksamhet, som Parismanuskripten och Lukács rekonstruktion av dessa. Begreppen reifikation och alienation var här centrala. Den kritiska teorin menar att kunskap aldrig är neutral, utan värdeladdad och ideologisk. Även om det finns en rad olika "kritiska teorier" brukar man med termen kritisk teori hänvisa till det tänkande som Frankfurtskolan utvecklade.

### Tidig teoribildning
Max Horkheimer, som var en av de tidigare ledande företrädarna för den kritiska teorin och sedermera ledare för Institutet för socialforskning, skrev 1937 den programmatiska essän Traditionelle und kritische Theorie (Traditionell och kritisk teori) som publicerades i institutets egen tidskrift Zeitschrift für Sozialforschung i vilken han beskrev hur den kritiska teorin skiljer sig från den traditionella vetenskapliga teorin. Den traditionella teorin reifierar (förtingligar) den sociala världen. Marknadslagar framställs som lika omöjliga att bryta som naturlagar. Traditionell teori bygger på arbetsdelning, en åtskillnad av fakta och värderingar och teori och praktik. Mot detta ställer sig den kritiska teorin; den är teleologisk och står i den revolutionära praxisens tjänst. Den kritiska teorin kom att utvecklas huvudsakligen av Horkheimer, Theodor Adorno och Herbert Marcuse fram till slutet av 1960-talet. Därefter har den kritiska teorin utvecklats av Jürgen Habermas som till stor del fokuserat på kommunikation genom teorin om kommunikativt handlande och diskursivitet.
En av de tidiga texterna som kom att spela stor roll för utvecklingen av den kritiska teorin var boken Upplysningens dialektik av Horkheimer och Adorno som utkom första gången 1944, men då under titeln Filosofiska fragment. Boken skrevs under andra världskriget i exil, en tid präglad av det upplysta samhällets undergång, vilket kom att påverka författarnas syn på samhällets utveckling från upplysningen till en rationalitetens kollaps och återgång till en irrationell samhällelig ordning. Boken driver tesen att upplysningsprojektet inom sig bär fröet till sin egen undergång. I boken beskrivs också första gången kulturindustrin, som betecknar den masskultur som allt starkare präglade de kapitalistiska samhällena med syftet att passivisera befolkningen. Boken är en civilisationskritisk text som har haft stor inverkan på synen på det moderna samhället under 1900-talets senare hälft. 
Kritisk teori, som fokuserar på olika typer av social stratifiering, har vidareutvecklats och finns i dag.

### Efterföljande teoribildning

#### Kritisk rasteori
Kritisk rasteori beskrivs vara en intellektuell och social rörelse. Analysen är baserad på premissen att ras inte är ett naturligt, biologiskt grundat inslag i fysiskt distinkta undergrupper av människor. Istället är ras en socialt konstruerad (kulturellt uppfunnen) kategori som används för att förtrycka och utnyttja personer som rasifieras. Kritiska rasteoretiker menar att rasism är inskriven direkt i lagen och juridiska institutioner i USA. Rasismen i de juridiska institutionerna skapar och upprätthåller sociala, ekonomiska och politiska ojämlikheter mellan vita och icke-vita, särskilt afroamerikaner.

#### Kritisk queerteori
Kritisk queerteori är ett samlingsnamn för kritiska perspektiv på sexualitet. Även om det inte är någon enhetlig teoribildning, existerar vissa gemensamma utgångspunkter. En sådan är att "betrakta sexualiteter som socialt, historiskt och geografiskt konstruerade". Gemensamt är också studerandet av föreställningar om normalitet och avvikelse.
Till skillnad från den tidigare homosexualitetsforskningen, som kartlade homosexuellas liv och erfarenheter, betraktar queerteoretiker sexualiteten i ett bredare perspektiv. De vänder blicken från "de avvikande" och frågar sig istället hur normer kring sexualitet uppstår, upprätthålls och förändras samt hur detta hänger samman med makt. Queerteoretiker är mindre intresserade av att skapa exakta definitioner av olika sexualiteter än att undersöka hur sexualitet "organiseras, regleras och upplevs" samt dess mångtydiga och svårgripbara karaktär och funktion i samhället.